# 19082 Вікчернов
19082 Вікчернов (19082 Vikchernov) — астероїд головного поясу, відкритий 26 серпня 1976 року.
Тіссеранів параметр щодо Юпітера — 3,581.